# Assedio di Milano (538-539)
L'assedio di Milano fu uno degli episodi principali della guerra gotica.

## Antefatti
Giustiniano I, Imperatore romano d'Oriente, intenzionato a recuperare i territori occidentali dell'Impero finiti da più di mezzo secolo in mano ai barbari, decise di ristabilire il dominio imperiale in Italia, estintosi nel 476 con la deposizione dell'ultimo imperatore d'Occidente Romolo Augusto. Nel 535 aggredì, dunque, il regno degli Ostrogoti, che si estendeva su Italia, Provenza, Norico, Dalmazia e Pannonia, affidando la riconquista al generale Belisario, che venne nominato strategos autokrator (generalissimo).
Belisario in breve tempo conquistò la Sicilia e l'Italia meridionale, compresa Roma, ma la controffensiva gota sotto il loro nuovo re Vitige non tardò ad arrivare: essi assediarono Roma, dove si era rinserrato l'esercito di Belisario, per più di un anno (537-538) senza però riuscire a riconquistare la città eterna.
Durante l'assedio, durante l'inverno del 537-538, Belisario ricevette a Roma il vescovo di Milano, Dazio, con alcuni tra i cittadini milanesi più illustri: questi chiesero al generalissimo di inviare nell'Italia nord-occidentale (provincia di Liguria) un piccolo esercito; se l'avesse fatto, loro avrebbero consegnato all'Impero non solo Milano, ma tutta la provincia romana di Liguria.
Belisario mantenne le promesse: mandò via mare un esercito di 1 000 uomini, in parte isauri, in parte traci, per intraprendere la conquista della Liguria; gli Isauri erano comandati da Enne, i traci da Paolo; inoltre il comando complessivo dell'esercito era affidato a Mundila, scortato da alcuni pavesai di Belisario; al loro seguito vi erano gli ambasciatori venuti da Milano, e in particolare Fidelio, prefetto del pretorio d'Italia. L'esercito bizantino sbarcò a Genova e, una volta oltrepassato il Po, riuscì in breve tempo a occupare Milano, Bergamo, Como, Novara e a tutti gli altri centri della Liguria ad eccezione di Pavia, che presto diverrà la sede del regno Ostrogoto. La guarnigione di Pavia aveva tentato di affrontarli in battaglia, ma ne era uscita sconfitta e aveva fatto appena in tempo a riparare entro le mura. Tuttavia Fidelio, attardatosi nel pregare in un luogo di culto, cadde da cavallo proprio nelle vicinanze delle mura, e la guarnigione di Pavia ne approfittò per ucciderlo. La reazione di Vitige, tuttavia, non si fece attendere: inviò Uraia con un consistente esercito per cingere d'assedio Milano, e sollecitò il re dei Franchi, Teodeberto, a intervenire in suo sostegno. Teodeberto, però, avendo stretto dei trattati di alleanza con Giustiniano (che non aveva rispettato), decise prudentemente di non intervenire direttamente nel conflitto, inviando a dar manforte ai Goti non guerrieri franchi ma 10 000 guerrieri burgundi, sudditi dei Franchi. La guarnigione bizantina, in esiguo numero (300 soli soldati, in quanto il resto era stato distaccato per presidiare Bergamo, Como e Novara), si trovò dunque ad essere assediata in condizioni molto sfavorevoli, non avendo fatto in tempo a introdurre molte vettovaglie in città prima dell'inizio dell'assedio, e patendo dunque fin dal principio carenza di annona; ai cittadini stessi fu affidato il compito di presidiare a turno le loro mura.

## Assedio

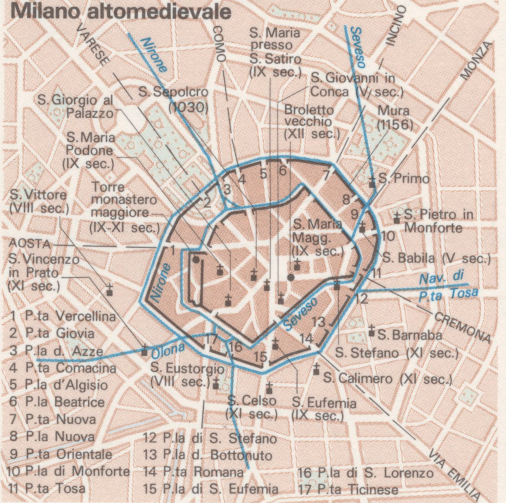
Mappa dello sviluppo urbano di Milano dell'Alto Medioevo

L'assedio durò dal 538 fino al marzo 539.
Belisario era intenzionato a inviar soccorsi ai Milanesi, assediati dai Goti, ma l'arrivo in Italia del generale Narsete con rinforzi da Costantinopoli gli aveva procurato parecchi problemi: Narsete infatti aveva una strategia differente da quella di Belisario, per cui non era intenzionato a obbedire agli ordini di Belisario quando non era d'accordo con lui, e per di più godeva della fiducia di buona parte dell'esercito. L'arrivo di Narsete aveva diviso l'esercito in due fazioni, uno dalla parte di Belisario e uno dalla parte di Narsete. Quando vide la sua autorità minata dall'insubordinazione di Narsete, Belisario arringò i suoi esortandoli a mantenere un atteggiamento prudente, perché i Goti erano ancora potenti, e presentando loro i suoi piani futuri: intendeva inviare parte dell'esercito a soccorrere i Milanesi, mentre un'altra parte avrebbe intrapreso l'assedio di Osimo. Narsete rispose che riteneva invece più prioritaria la sottomissione dell'Emilia, che avrebbe creato grossi problemi ai Goti. Belisario, allora, per riprendere completamente il controllo dell'esercito, che aveva parzialmente perso a causa del carisma di Narsete, lesse loro una lettera ricevuta da Giustiniano:
(Procopio, La Guerra Gotica, II, 18.)
Ma Narsete interpretò le ultime parole della lettera in questo modo: che quando riteneva che gli ordini di Belisario non portassero vantaggi all'Impero, potesse disobbedirgli. E durante l'assedio di Urbino, voluto da Belisario, Narsete, ritenendo la fortezza inespugnabile mentre sarebbe stata più vantaggiosa la conquista dell'Emilia, lasciò l'assedio con quella parte dell'esercito che lo appoggiava senza l'autorizzazione di Belisario per andare a sottomettere l'Emilia.
Nel frattempo Belisario aveva inviato un esercito, condotto da Martino e Uliare, per soccorrere Milano, ma i due comandanti imperiali, giunti in prossimità del fiume Po, a un giorno di cammino della città assediata, piantarono qui le tende e non avanzarono oltre. Venutolo a sapere Mundila, comandante della guarnigione imperiale di Milano assediata dal nemico, questi inviò ai due comandanti un romano di nome Paolo il quale, attraversato il Po a nuoto in quanto non vi erano barche, giunse al cospetto di Martino e Uliare, rammentando loro il danno che avrebbe sofferto Milano e l'Impero a causa della loro inazione. Paolo sembrò averli convinti ad agire; e, tornato a Milano, infuse nuova speranza ai suoi abitanti dando loro la lieta notizia che presto sarebbero arrivati gli eserciti di Martino e Uliare a salvare Milano dai Goti.
Ma Martino e Uliare non si mossero e persero ulteriore tempo inviando una lettera a Belisario:
(Procopio, La Guerra Gotica, II, 21.)
Dopo aver letto la lettera, Belisario ordinò a Giovanni e Giustino di raggiungere Martino e Uliare, ma questi si rifiutarono, dichiarando che avrebbero seguito il suo ordine solo se anche Narsete fosse stato d'accordo. Belisario dunque scrisse una lettera a Narsete:
(Procopio, La Guerra Gotica, II, 21.)
Narsete, che questa volta concordava con Belisario, ordinò a Giovanni e Giustino di seguire l'ordine di Belisario e così i due generali partirono alla volta di Milano; ma una malattia che colpì Giovanni rallentò ancora le operazioni.
Mentre i Bizantini si attardavano a raggiungere Milano a causa della discordia tra generali, gli stenti subiti dai Milanesi assediati si aggravarono a tal punto che:
(Procopio, La Guerra Gotica, II, 21.)
Nel frattempo, oratori goti furono inviati a Mundila, promettendogli che in caso di resa lui e la guarnigione imperiale non avrebbe subito danno alcuno. Mundila richiese che anche gli abitanti dovessero essere risparmiati ma poi, dubitando che i Goti avrebbero mantenuto le promesse, propose ai suoi di lanciarsi contro i nemici in un attacco suicida, perché era meglio perire in modo eroico, che continuare a vivere vedendo gli abitanti di Milano trucidati dal nemico sembrando in tal modo quasi collaboratori dei Barbari.
Ma nessuno dei soldati fu d'accordo con Mundila e così la guarnigione imperiale si arrese al nemico e fu risparmiata, mentre 300 000 cittadini milanesi (secondo Procopio; ridotti a 30 000 dalla storiografia moderna) vennero trucidati dal nemico. Questa è la descrizione di Procopio della strage:
(Procopio, La Guerra Gotica, II, 21.)
In questo modo i Bizantini ripersero la Liguria, mentre l'ex capitale dell'Impero romano d'Occidente fu rasa al suolo e i suoi cittadini maschi trucidati, mentre le femmine divennero schiave dei Burgundi. Giustiniano I, vista come la rivalità tra Belisario e Narsete avesse contribuito alla distruzione di Milano, richiamò Narsete a Costantinopoli.
La guerra gotica finì nel 553 con la sconfitta dei Goti e la riduzione dell'Italia a provincia bizantina. Milano fu ricostruita per ordine del generale Narsete al termine della guerra, ma faticò a riprendersi dalle devastazioni. Il 3 settembre 569 fu conquistata dai Longobardi di re Alboino.